# Papa Dance
Papa Dance – polski zespół synthpopowy, założony w 1984 z inicjatywy producentów muzycznych – Sławomira Wesołowskiego i Mariusza Zabrodzkiego.
Pierwszym wokalistą zespołu został Grzegorz Wawrzyszak, z którym grupa dokonała pierwszych singlowych nagrań i zarejestrowała materiał na debiutancki album długogrający pt. Papa Dance. W 1986 rolę wokalisty przejął Paweł Stasiak, który nagrał z grupą albumy Poniżej krytyki (1986) i Nasz ziemski Eden (1989).
W 1990 zespół zawiesił działalność, wznowił ją w 2001 ze Stasiakiem w roli wokalisty, a w 2005 wydał album z premierowym materiałem pt. 1 000 000 fanek nie mogło się mylić. Z powodu konfliktu z założycielami grupy i po kilku zmianach personalnych członkowie zespołu po 2007 kontynuowali działalność jako zespół Papa D.
W 2022 Grzegorz Wawrzyszak i Kostek Joriadis zapowiedzieli powrót Papa Dance jako projektu o nazwie Papa Dance Legend, lecz ostatecznie duet powrócił do aktywności pod oryginalną nazwą. W związku z tym od 2022 istnieją dwa zespoły nawiązujące do początkowego zespołu – Papa D. (z Pawłem Stasiakiem) i Papa Dance (z Grzegorzem Wawrzyszakiem).

## Skład zespołu

### Papa Dance

#### Obecni członkowie
- Grzegorz Wawrzyszak – śpiew (1984–1985, od 2022)
- Kostek Joriadis – instrumenty klawiszowe, wokal (1985–1986, od 2022)
- Emil Jeleń – instrumenty klawiszowe, producent muzyczny (od 2022)
- Julia Bourguois – perkusja, stały sideman (od 2024)[6]

#### Byli członkowie
- Sławomir Wesołowski – producent muzyczny, realizator nagrań, kompozytor (1984–1990)
- Mariusz Zabrodzki – producent muzyczny, kompozytor, śpiew (1984–1990, 2001–2007)
- Paweł Stasiak – wokal (1986–1990, 2001–2007)
- Waldemar Kuleczka – gitara basowa, wokal wspierający (1986–1990, 2001–2007)
- Jacek Szewczyk – gitara (1986–1989, 2001–2007)
- Edmund Stasiak – gitara (1989–1990)
- Marek Karczmarek – instrumenty klawiszowe, śpiew (1984–1985)
- Krzysztof Kasprzyk – instrumenty klawiszowe, śpiew (1985)
- Konstanty Dinos – instrumenty klawiszowe, śpiew (1986–1987)
- Andrzej Zieliński – instrumenty klawiszowe, śpiew (1986–1990), realizator nagrań, aranżer (2001–2003)
- Marcin Tywoniuk – instrumenty klawiszowe (2001–2007)
- Tadeusz Łyskawa – perkusja, instrumenty perkusyjne, śpiew (1984–1985, 1986–1990, 2001–2007)
- Dariusz Piskorz – perkusja (2001–2007)

Producenci Sławomir Wesołowski i Mariusz Zabrodzki działali pod nazwą Adam Patoh. Swoją grupę założyli w garażu ojca producenta w sierpniu 1984. 

### Papa D.

#### Obecni członkowie
- Paweł Stasiak – wokal (od 2007)
- Waldemar Kuleczka – gitara basowa, wokal wspierający (od 2007)
- Jacek Szewczyk – gitara (od 2007)
- Dariusz Piskorz – perkusja (od 2007)
- Marcin Tywoniuk – instrumenty klawiszowe (2007–2009, od 2018)

#### Byli członkowie
- Filip Siejka – instrumenty klawiszowe, kompozytor, producent (2009–2018)

## Historia

### Pierwszy skład (1984–1985)
Zespół początkowo był muzycznym eksperymentem założycieli zespołu – Sławomira Wesołowskiego i Mariusza Zabrodzkiego, którzy wraz z wokalistą Grzegorzem Wawrzyszakiem dokonali w studio Programu III Polskiego Radia przy ul. Myśliwieckiej w Warszawie nagrań piosenek W 40 dni dookoła świata i Ordynarny faul. Na potrzeby teledysków do wokalisty dołączono dwóch muzyków. Pierwszy skład grupy tworzyli: Grzegorz Wawrzyszak (wokal), Marek Karczmarek (instr. klawiszowe) i Tadeusz Łyskawa (perkusja). Grupa początkowo działała pod nazwą Papa Dock, lecz wkrótce zmieniono ją pod naciskiem cenzury, gdyż była kojarzona z przydomkiem dyktatora Haiti François Duvaliera, brzmiącym Papa Doc. Dotychczasową nazwę – zachowując inicjały – zmieniono na Papa Dance.
Pierwsze przeboje - W 40 dni dookoła świata i Ordynarny faul - wydane w 1984 spotkały się z życzliwym przyjęciem publiczności. Wkrótce, z myślą o możliwości zaprezentowania się na żywo, do składu dołączono dwóch nowych muzyków grających na instrumentach klawiszowych: Kostek Yoriadis i Krzysztof Kasprzyk. Kolejnymi hitami stały się piosenki nagrywane w studiu Tonpressu: Kamikaze wróć (wydana w 1985 na singlu przez Tonpress z piosenką Czy ty lubisz to co ja?) i Pocztówka z wakacji (wydana w 1985 na singlu Tonpressu z piosenką Kanał XO2). Do większych przebojów pierwszego składu należą też takie utwory jak: Panorama Tatr czy Te głupie strachy.

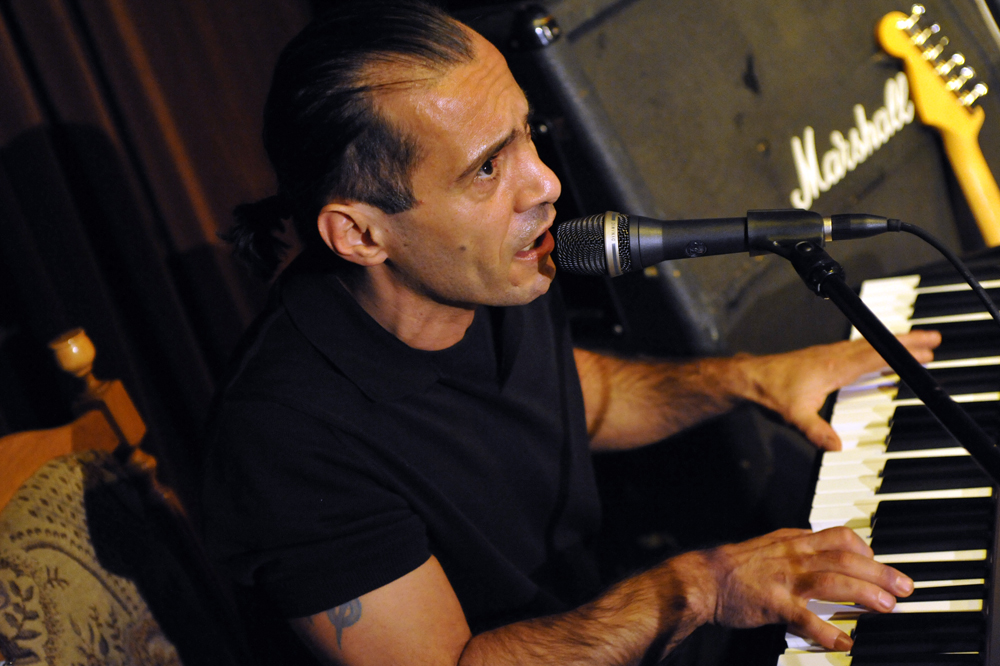
Kostek Joriadis

Latem 1985 zespół wydał debiutancki album studyjny, zatytułowany po prostu Papa Dance (Savitor), na której jedną piosenkę – Bez sensacji zaśpiewał perkusista – Tadeusz Łyskawa. Zespół wystąpił w 1985 na Festiwalu Piosenki Polskiej w Opolu w koncercie przebojów „Od Opola do Opola” z piosenką Kamikaze wróć, na którym zdobył dzięki głosom publiczności drugie miejsce, oraz w koncercie „Premiery” z piosenką Pocztówka z wakacji. Występy nie należały do udanych – zaczęto pisać, że zespół nie umie grać i śpiewać na żywo. Jesienią zespół nagrał dla zachodnioniemieckiej firmy Norton singiel z niemiecką i angielską wersją przeboju Kamikaze wróć – Kamikaze You Are Mine. Również jesienią na polskim rynku muzycznym ukazała się nakładem firmy Polmark kaseta magnetofonowa z częścią materiału z pierwszej płyty plus nagrania, które nie wyszły wcześniej na jakimkolwiek nośniku, czyli: w 40 dni dookoła świata, Ordynarny faul i utwór instrumentalny Papa Dance.
Po półtora roku działalności założyciele zespołu rozwiązali grupę, a w jej miejsce powołali do życia duet (Paweł Stasiak i Kostek Joriadis). Pozostali muzycy przez kilka miesięcy używali bezprawnie nazwy Papa Dance (działały wówczas dwa zespoły o tej nazwie), lecz wkrótce zmuszeni byli zmienić nazwę. W wyniku konkursu jaki przeprowadzono na antenie Programu Czwartego Polskiego Radia, grupa przyjęła nazwę Ex-Dance. Autorem tekstów utworów Papa Dance był m.in. Jan Sokół, ojciec muzyka hip-hopowego, Sokoła.

### Drugi skład – Papa Dance New Sound (1986)
Na miejscu starego Papa Dance Wesołowski i Zabrodzki powołali do życia duet Papa Dance New Sound, w skład którego weszli: Paweł Stasiak i Kostek Yoriadis. Grupa znana jest za sprawą piosenek: Naj story (która na Krajowym Festiwalu Piosenki Polskiej w Opolu w 1986 zdobyła 3. nagrodę w głosowaniu publiczności, jak również była jedynym przebojem zespołu, który osiągnął 1. pozycję na Liście Przebojów Programu III), Miłość z walkmana, O-la-la oraz Ocean wspomnień (która zdobyła tytuł przeboju roku w I programie Polskiego Radia, a w 1987 ukazała się na singlu z piosenką Bez dopingu, wydanym przez Arston).
Papa Dance New Sound nagrał materiał na płytę Poniżej krytyki. Duet nagrał również w nowych wersjach stare przeboje Mateusza Święcickiego: Jedziemy autostopem (z repertuaru Karin Stanek) oraz Był taki ktoś – zaśpiewany wspólnie z jego pierwszą wykonawczynią – Kasią Sobczyk. Duet wziął udział w nagraniu teledysku dla niemieckiej TV do piosenki Kamikaze You Are Mine którą promował Paweł Stasiak. Duet nagrał również, wydany przez Elizabeth Sound Music, singiel z niemieckim wokalistą Jesse Cole’em Little Lady (na str. B był utwór Lovers Lane, a w Polsce wydała go firma Tonpress). Kilka miesięcy później z duetu odszedł Kostek Joriadis. Do oficjalnego składu oprócz Pawła Stasiaka dołączono muzyków dotychczas towarzyszących duetowi podczas koncertów.

### Trzeci skład (X.1986–1990)
Pod koniec 1986 powstał trzeci (wzbogacony brzmieniowo o gitary) skład grupy. Od tej pory tworzyli ją: Paweł Stasiak (wokal), Jacek Szewczyk (gitara solowa), Waldemar Kuleczka (gitara basowa), Konstanty Dinos (instrumenty klawiszowe; odszedł z zespołu po około roku), Andrzej Zieliński (instrumenty klawiszowe) i Tadeusz Łyskawa (perkusja). Grupa bardzo szybko zdobyła popularność wśród nastoletniej publiczności dzięki takim przebojom jak: Maxi singiel (pierwsze miejsce w głosowaniu publiczności na Krajowym Festiwalu Piosenki Polskiej w Opolu w 1987), Nasz Disneyland (1. miejsce w głosowaniu publiczności na KFPP w Opolu w 1988) czy Nietykalni (nagroda Bursztynowa Patera na KFPP w Opolu w 1988 w koncercie premier, stanowiąca jednocześnie zaproszenie od organizatorów Festiwalu Piosenki Krajów Nadbałtyckich w Rostoku do udziału w nim).
Zespół koncertował w Związku Radzieckim, gdzie między innymi wziął udział w Festiwalu Polskiej Piosenki w Witebsku. W Moskwie na koncercie Papa Dance gościło 120.000 widzów. Grupa współpracowała z czeskim wokalistą Petrem Kotvaldem, z którym nagrała anglojęzyczną piosenkę It’s A Simple Song (w chórkach pojawiła się Anna Jurksztowicz). Papa Dance wydał w tamtym czasie dwie płyty długogrające: Poniżej Krytyki (nagrana w 1986 jeszcze w duecie Paweł/Kostek, Arston 1987) i Nasz ziemski Eden (nagrywana w latach 1987–1988, a wydana przez Tonpress w 1989, wersja na kasecie magnetofonowej wydana przez Polmark). Wraz z płytą Nasz ziemski Eden pojawił się w sprzedaży maxisingiel Nasz Disneyland (Tonpress 1989). Rok później materiał z płyt winylowych, wydanych w 1989, ukazał się na płycie CD Tonpressu jako jeden z pierwszych polskich kompaktów – Nasz ziemski Eden. Ponadto utwory Papa Dance znalazły się na składankach Dyskoteka Pana Jacka:Na dzień dobry jestem dobry i Złudzenia telelenia na części pierwszej oraz Kosmiczne disco na części drugiej.
W 1989 i 1990 zespół zarejestrował nowe nagrania: Okinawa, Dla ciebie jestem (dziś wykonywany jako Ogień jest w tobie, a w anglojęzycznej wersji jako Fire In Your Eyes), High Time oraz Before The Rainbow (dziś znany jako Bez braw na finał), które być może były zalążkiem czwartej płyty zespołu. Papa Dance wziął udział w jednej z pierwszych polskich reklam telewizyjnych dla firmy Konkret z Poznania (tekst reklamowy zaśpiewany do podkładu z piosenki Okinawa). Nagrał również w angielskich wersjach pięć utworów ze swojego repertuaru do filmu reklamowego Metalexportu. Latem 1989 grupa wystąpiła na Międzynarodowym Festiwalu Piosenki w Sopocie jako reprezentant firmy Tonpress. Pod koniec 1989 i w 1990 grupa koncertowała w Stanach Zjednoczonych – głównie w klubach polonijnych. W tym czasie grupę opuszcza Jacek Szewczyk (git. solowa), a zastąpił go grający wcześniej w Lady Pank Edmund Stasiak. W Stanach Zjednoczonych Papa Dance wydali swój pierwszy składankowy CD The Best Of Papa Dance vol. 1 (Adriador 1990 USA). Podczas tego wyjazdu grupa została rozwiązana i do wydania nowej płyty nie doszło. W latach 80. zespół Papa Dance dał około 600 koncertów, a płyty i kasety magnetofonowe rozeszły się w ponad półmilionowym nakładzie.

### Powrót Papa Dance (2001–2007)

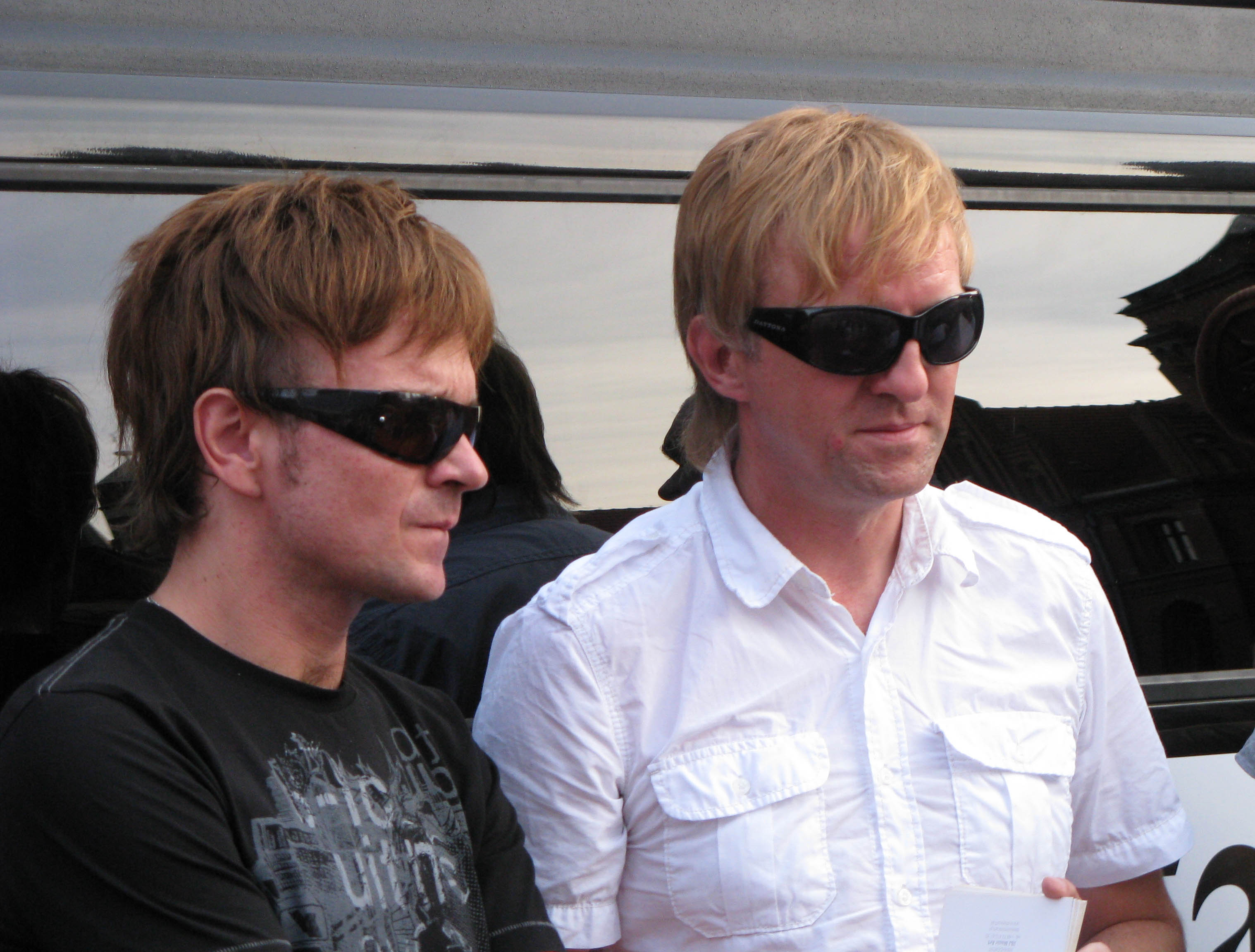
Od lewej: Jacek Szewczyk Waldemar Kuleczka

Reaktywacja zespołu Papa Dance nastąpiła w 2001 r. z inicjatywy Mariusza Zabrodzkiego (współzałożyciela, kompozytora i współproducenta wszystkich piosenek zespołu). Zaprosił on oryginalnych muzyków tworzących zespół w latach 80., czyli Pawła Stasiaka (główny wokal), Waldemara Kuleczkę (gitara basowa, wokal pomocniczy), Jacka Szewczyka (gitara akustyczna), Tadeusza Łyskawę (instrumenty perkusyjne) i Andrzeja Zielińskiego (instrumenty klawiszowe) oraz dwóch muzyków towarzyszących: Dariusza Piskorza (perkusja) i Marcina Tywoniuka (instrumenty klawiszowe). Reaktywacja powiodła się. Zespół spotkał się ponownie z wielką sympatią publiczności, która nie zapomniała o jego członkach oraz wielkich przebojów. Zespół zaczął grać obszerne trasy koncertowe, a w 2005 wydał czwartą płytę pt. 1 000 000 fanek nie mogło się mylić. W 2003 odszedł z zespołu Andrzej Zieliński.
W roku 2007 w związku z wyrokiem Sądu Rejonowego skład zespołu zmienił nazwę na Papa D. Proces wytoczył pomysłodawca i współzałożyciel zespołu śp. Sławomir Wesołowski niezadowolony z powrotu i formy artystycznej. Po niekorzystnym dla Zespołu wyroku odwołują się do Sądu wyższej instancji gdzie zapada wyrok korzystny dla Papa D.   

### Papa D (od 2007)

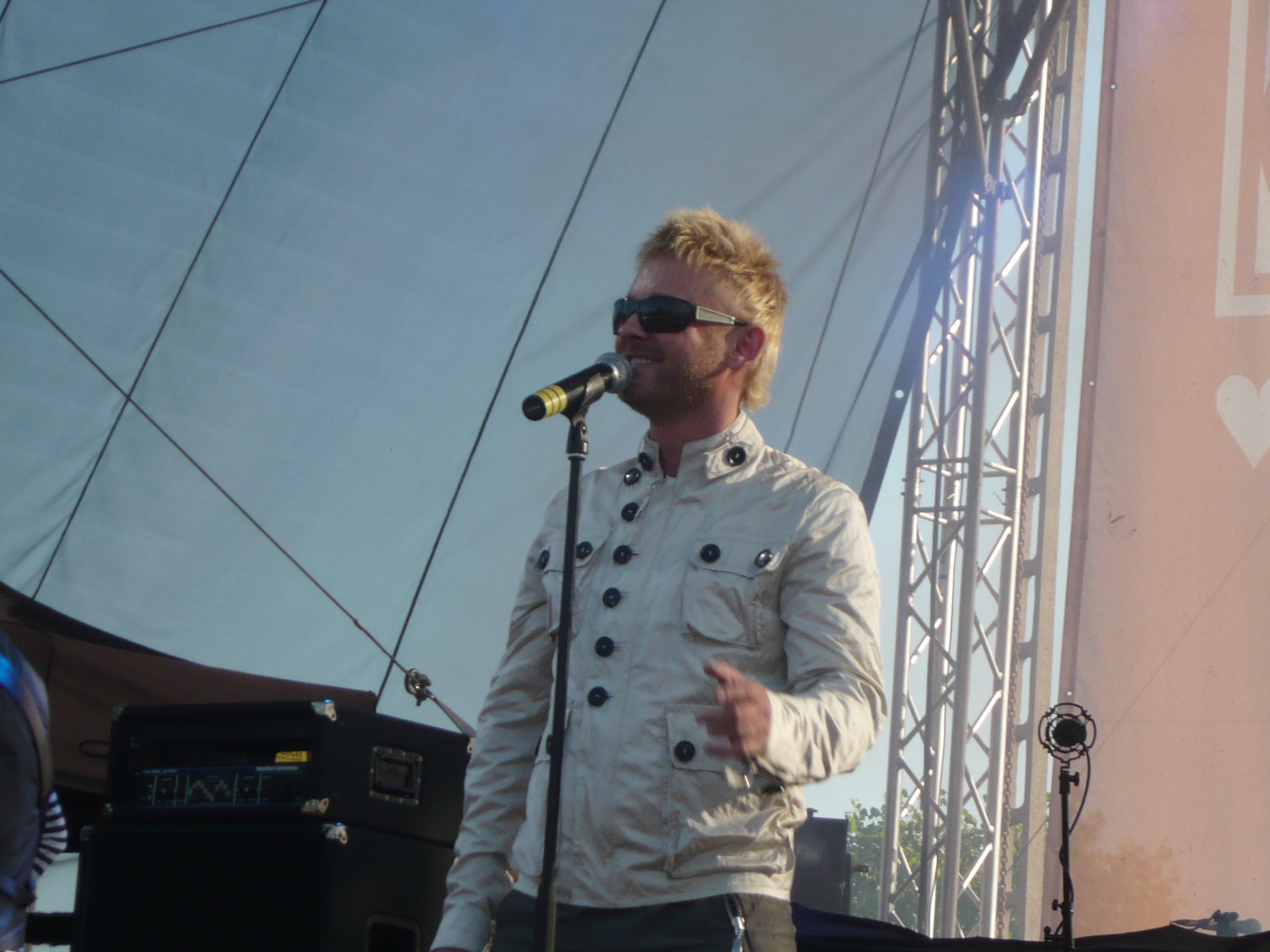
Papa D podczas koncertu „Lata z Radiem” w Krynicy Morskiej, 2011

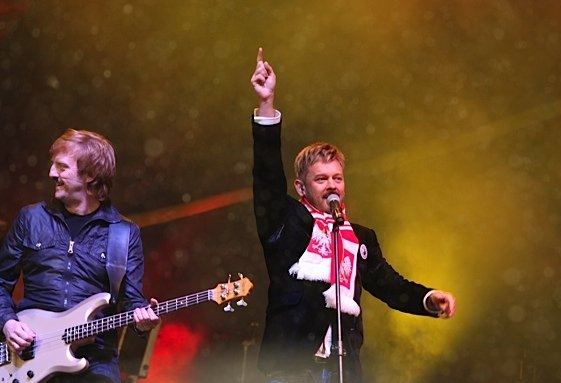
Papa D podczas koncertu „Lata z Radiem” w Krynicy Morskiej, 2011

Pod koniec listopada 2007, po utworzeniu Papa D., zespół zakończył współpracę z perkusistą Tadeuszem Łyskawą i współzałożycielem grupy – Mariuszem Zabrodzkim. Odtąd grupę tworzą: Paweł Stasiak – wokal, Jacek Szewczyk – gitara solowa, Waldemar Kuleczka – gitara basowa, Marcin Tywoniuk – instrumenty klawiszowe i Dariusz Piskorz – perkusja.
W listopadzie 2007 roku miał premierę utwór Będziemy tańczyć, zapowiadający piąty album zespołu Papa D. W marcu 2008 roku premierę miał kolejny singiel – Dla ciebie, a w czerwcu pojawił się następny – Bezimienni, z którym zespół wystąpił na Sopot Hit Festiwal 2008 w konkursie na polski przebój lata. Latem Papa D trzykrotnie pojawił się na transmitowanym przez telewizyjną Dwójkę cyklu koncertów „Hity na czasie” Radia Eska. Pod koniec sierpnia ukazała się cała płyta zatytułowana Bezimienni, zawierająca 12 premierowych nagrań. Paweł Stasiak we wrześniu był uczestnikiem ósmej edycji programu Taniec z gwiazdami w TVN.
Na początku roku 2009 z zespołu odszedł Marcin Tywoniuk, a jego miejsce zajął producent ostatniej płyty Filip Siejka.
26 marca 2011 zespół wystąpił na benefisie Adama Małysza. W 2015. Zespół obchodził rocznicę 30-lecia pracy i został odznaczony medalem Zasłużeni dla Kultury Polskiej nadanym przez Ministra Kultury i Dziedzictwa Narodowego. Otrzymał nagrody Stowarzyszenia Autorów i Kompozytorów ZAIKS oraz Stowarzyszenia Polskich Artystów Wykonawców SAWP. Swoją rocznicę zespół obchodził również wcześniej, 31 grudnia 2013, wtedy to zespół wykonał różne utwory i odebrał specjalną nagrodę za 30 lat pracy artystycznej, przyznanej przez Polsat, Radio Zet i Fakt.
Zespół wystąpił także na Sylwestrowej Mocy Przebojów 2014/2015 w Gdyni, gdzie świętowali swoje 30-lecie pracy artystycznej.
W 2016 roku Paweł Stasiak i Papa D wystąpili w 200. odcinku serialu Ojciec Mateusz pt. Idol. W tym samym roku powstała nowa piosenka – „Mamy cały świat”, do której zespół nagrał teledysk z udziałem swoich prawdziwych fanów.
We wrześniu 2018 roku z zespołu odszedł Filip Siejka i powrócił Marcin Tywoniuk. 22 września 2019 zasiedli w jury trzeciego półfinału Szansy na sukces wyłaniającego reprezentanta Polski w 17. Konkursie Piosenki Eurowizji dla Dzieci odbywającym się w Gliwicach. Dwie pierwsze płyty zespołu – „Papa Dance” i „Poniżej Krytyki” doczekały się winylowej reedycji.
8 listopada 2019, z okazji jubileuszu 35-lecia pracy artystycznej, ukazała się składankowa płyta „Papa D 35 lat”, zawierająca 20 nagrań, w tym dwie nowe piosenki „Teraz” i „Wiecznie młodzi”. 11 listopada w warszawskim klubie Palladium odbył się wielki, jubileuszowy koncert z udziałem kilku zaproszonych gwiazd polskiej piosenki: Agnieszka Chylińska, Kayah, Ania Karwan, Bogna Sworowska i Ruda z Red Lips.
24 grudnia 2020 w wieku 66 lat zmarł Sławomir Wesołowski współzałożyciel i lider zespołu w latach 1984–1990.

### Papa Dance, reaktywacja z Grzegorzem Wawrzyszakiem (od 2022)
W 2022 roku Grzegorz Wawrzyszak z klawiszowcem Kostkiem Yoriadisem zapowiedzieli powrót zespołu na rynek muzyczny jako projekt Papa Dance Legend, lecz ostatecznie powrócili pod oryginalną nazwą jako Papa Dance. Do muzyków dołączył drugi klawiszowiec i producent muzyczny Emil Jeleń. Zespół nagrał płytę zatytułowaną W 40 dni dookoła świata na której oprócz na nowo nagranych piosenek z pierwszego albumu i singla 7" znalazły się dwa premierowe utwory „Tramwaj” oraz „Oprócz miłości nie ma nic”, a także utwór nagrany jeszcze w trakcie sesji do płyty Poniżej krytyki zaśpiewany przez Kostka Yoriadisa: „Hallo” i „Naj Story” w wykonaniu Grzegorza Wawrzyszaka. W 2024 wypuścili dwa single zapowiadające kolejny album studyjny –. „Co za noc” i „Zwodzisz mnie”. Od tego też roku zespół wspierany jest na koncertach przez perkusistkę Julię Bourguois.

## Dyskografia

### Papa Dance

#### Albumy studyjne
- 1985 – Papa Dance (Savitor)
- 1986 – Poniżej krytyki (Arston)
- 1988 – Nasz ziemski Eden (Tonpress)
- 2005 – 1 000 000 fanek nie mogło się mylić (Warner Music Poland)
- 2023 – W 40 dni dookoła świata (Tron Music)[15]
- 2025 – Mama Dance (KOLA Music)[17]

#### Albumy kompilacyjne
- 1990 – The Best of Papa Dance – Volume 1 (Adriador)[18]
- 1999 – Platynowa kolekcja Złote Przeboje – Papa Dance (GM Records)[19]
- 2003 – Naj Story – Złota kolekcja (Pomaton EMI)[20]
- 2003 – Największe Hity (GM Records)[21]
- 2005 – The Best – Nasz Disneyland (MTJ)[22]
- 2005 – Największe Przeboje – „Bez braw na finał”, „Czarny śnieg” i inne (Warner Music Poland)[23]
- 2007 – Największe Przeboje (MTJ)[24]

### Papa D
- 2008 – Bezimienni (Lemon Records)
- 2013 – Papa Loves Dance (Fonografika)
- 2019 – 35 lat Papa D – Największe przeboje (Universal Music Polska)
- 2021 – Empik Vinyl Collection – Papa D., Papa Dance (MTJ)[25]